# Солдатов, Иван Михайлович
Иван Михайлович Солдатов (род. 1926) — передовик советской лесной промышленности, вальщик леса Новокузнецкого леспромхоза Министерства лесной и деревообрабатывающей промышленности СССР, Кемеровская область, Герой Социалистического Труда (1971).

## Биография
Родился в 1926 году в деревне Маресьево, ныне Чамзинского района Республики Мордовия. В 1930 году вся семья переехала на постоянно место жительство в Сибирский край (ныне территория Алтайского края). После завершения обучения в семи классах школы стал трудиться. Работал в сельском хозяйстве.
В 1943 году призван в Красную Армию. Участник Великой Отечественной войны, принимал участие в боях с Японией. В 1950 году уволен с военной службы.
В 1951 году приехал в Кемеровскую область и трудоустроился в Сайзакскую геологоразведочную экспедицию треста «Кузнецкгеология». Проработав небольшое время, по ряду причин, переехал в посёлок Чугунаш Таштагольского района, где стал работать на местном лесозаводе.
В 1960 году, после ликвидации лесозавода, переехал с семьёй в посёлок Теба Междуреченского района, где стал работать в Тебинском леспромхозе лесорубом, а позже бригадиром вальщиков леса. За высокие производственные результаты по итогам семилетки был награждён орденом Трудового Красного Знамени.
Указом Президиума Верховного Совета СССР от 7 мая 1971 года за выдающиеся успехи в выполнении заданий пятилетнего плана по развитию лесной и деревообрабатывающей промышленности Ивану Михайловичу Солдатову присвоено звание Героя Социалистического Труда с вручением ордена Ленина и золотой медали «Серп и Молот».
Являлся победителем социалистического соревнования в 1973—1978 гг., стал ударником 9-й и 10-й пятилеток. В 1981 году вышел на заслуженный отдых.
Проживал в Междуреченске Кемеровской области.

## Награды
За трудовые успехи удостоен:
- золотая звезда «Серп и Молот» (07.05.1971)
- орден Ленина (07.05.1971)
- Орден Отечественной войны II степени (11.03.1985)
- Орден Трудового Красного Знамени (17.09.1966)
- медаль «За особый вклад в развитие Кузбасса» (2003)
- другие медали.
- Почётный мастер заготовок леса и лесосплава (1967).